# 穆罕默德·哈利姆
穆罕默德·哈利姆（1925年1月1日—2006年8月11日）是一名印裔巴基斯坦人（穆哈吉爾人）出身的巴基斯坦法学家，1981年至1989年担任第10任巴基斯坦最高法院首席大法官。他是巴基斯坦高等法院任職時間最長的，排在其后的是1960年至1968年擔任此職的阿爾文·羅伯特·科尼利烏斯。